# Dikhil (district)
Dikhil este unul din cele 11 districte ale Republicii Djibouti aflat în regiunea Dikhil.